# Sonorasaurus
Sonorasaurus ("ještěr z pouště Sonora") byl rod sauropodního brachiosauridního dinosaura, popsaného v roce 1998 z Arizony v USA. Fosilie tohoto velkého býložravého dinosaura byly objeveny v roce 1995 studentem geologie Richardem Thompsonem (odtud druhové jméno dinosaura) v poušti Chihuahua (součást Sonoranské pouště).

## Objev a popis
O tři roky později byl nový rod popsán paleontologem Ratkevichem jako první brachiosaurid, známý z přelomu spodní a svrchní křídy na území USA. Fosilie pochází z konce spodní až počátku svrchní křídy, jsou tedy staré asi 105 až 100 milionů let. Tento brachiosaurid byl podstatně menší než rod Brachiosaurus, dosahoval délky asi 15 metrů a výšky kolem 8 metrů. Mohl vážit zhruba 10 až 15 metrických tun.
Podle některých výzkumů se však mohlo jednat také o zástupce kladu Laurasiformes.

## Státní dinosaurus státu Arizona
V dubnu 2018 bylo rozhodnuto, že se tento rod sauropoda stane oficiálně arizonským státním dinosaurem.